# Clubiona unikarta
Clubiona unikarta este o specie de păianjeni din genul Clubiona, familia Clubionidae, descrisă de Alberto Barrion și Litsinger, 1995.
Este endemică în Filipine. Conform Catalogue of Life specia Clubiona unikarta nu are subspecii cunoscute.